# 리노이에 히로시
리노이에 히로시(일본어: 李家 隆介, 1893년 3월 23일~?)는 일본의 변호사이다. 리노이에 다카스케의 장남이다.